# Dohrniphora awarensis
Dohrniphora awarensis är en tvåvingeart som beskrevs av Ronald Henry Lambert Disney 1990. Dohrniphora awarensis ingår i släktet Dohrniphora och familjen puckelflugor. Inga underarter finns listade i Catalogue of Life.